# Shangyunqiao
Shangyunqiao (kinesiska: 上云桥, 上云桥镇) är en köping i Kina. Den ligger i provinsen Hunan, i den södra delen av landet, omkring 130 kilometer söder om provinshuvudstaden Changsha. Antalet invånare är 30223. Befolkningen består av 15 117 kvinnor och 15 106 män. Barn under 15 år utgör 17,0 %, vuxna 15-64 år 70 %, och äldre över 65 år 11,0 %.
Genomsnittlig årsnederbörd är 1 778 millimeter. Den regnigaste månaden är maj, med i genomsnitt 282 mm nederbörd, och den torraste är oktober, med 22 mm nederbörd.